# Саловский (разъезд)
Саловский — железнодорожный разъезд Ростовского региона Северо-Кавказской железной дороги на линии «Куберле — Морозовская». Находится в поселке Саловский Волгодонского района Ростовской области.

## Деятельность станции
Через разъезд Саловский осуществляется движение грузовых поездов в направлении Куберле — Морозовская и Морозовская — Куберле. Пассажирские поезда дальнего следования и пригородные поезда проходят разъезд без остановки.
Грузовые перевозки на линии Морозовская — Куберле осуществляются тепловозами серий  2ТЭ116 приписки ТЧЭ-4 "Имени Максима Горького" и 2ТЭ25КМ приписки ТЧЭ-12 "Краснодар" и ТЧЭ-4 "Имени Максима Горького". Маневровую работу на станции обеспечивают маневровые локомотивы ЧМЭ3 с припиской к эксплуатационному локомотивному депо Сальск (ТЧЭ -14).
Один путь разъезда находится на консервации. От разъезда отходит ведомственная линия на станцию Малая Мартыновка.